# فرودگاه شهرستان هانور/ساوگن

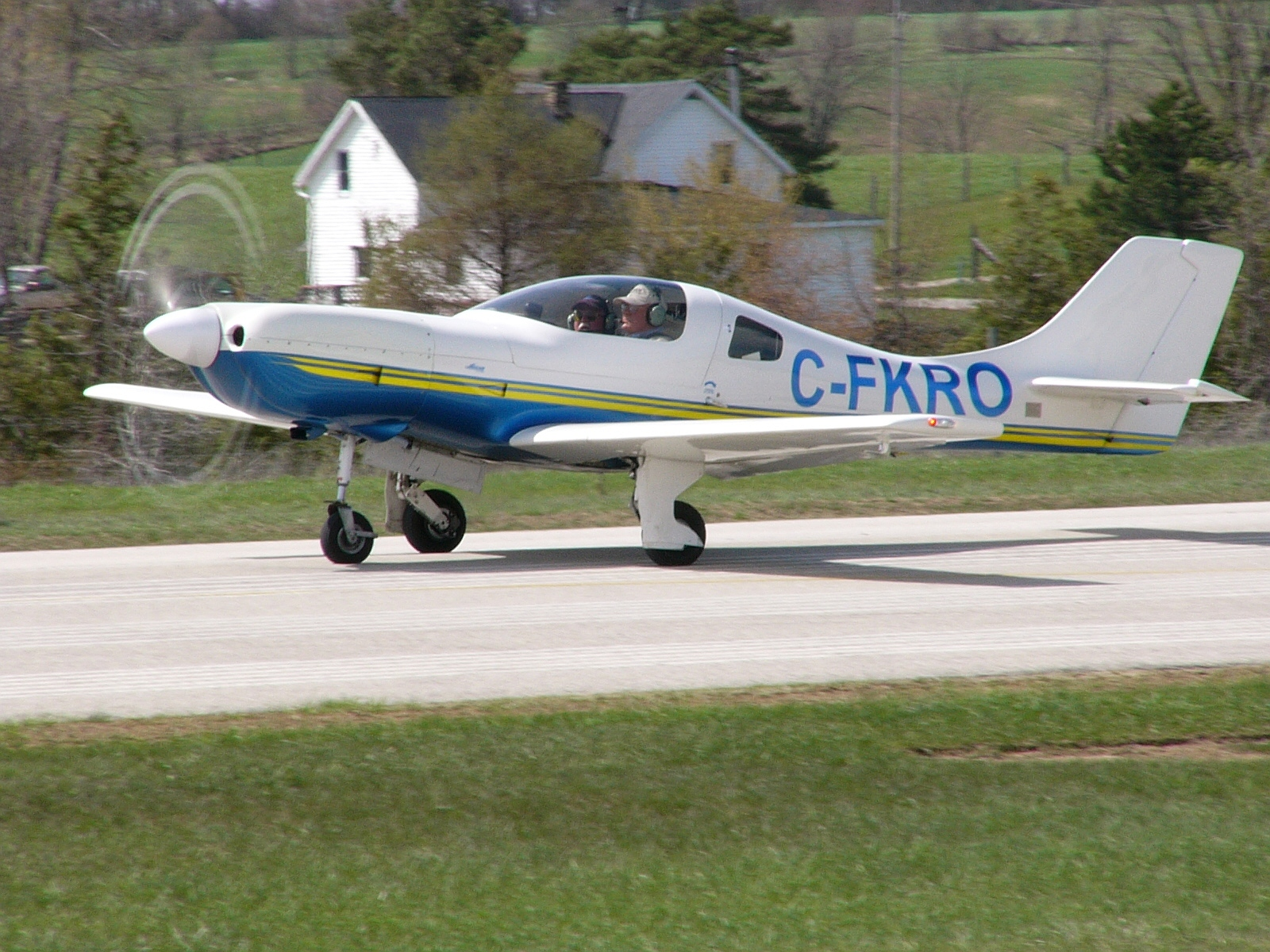
فرودگاه شهرستان هانور/ساوگن

فرودگاه شهرستان هانور/ساوگن (به انگلیسی: Hanover/Saugeen Municipal Airport) یک فرودگاه همگانی است که یک باند فرود آسفالت دارد و طول باند آن ۱۲۱۹ متر است. این فرودگاه در کشور کانادا قرار دارد و در ارتفاع ۲۸۶ متری از سطح دریا واقع شده‌است.